# Aurecocrypta
Aurecocrypta is een geslacht van spinnen uit de familie Barychelidae.

## Soorten
Het geslacht kent de volgende soorten:
- Aurecocrypta katersi Raven, 1994
- Aurecocrypta lugubris Raven, 1994